# Friedrich Heinrich von Katte
Johann Friedrich Heinrich Christoph Wilhelm von Katte (* 1740 in Lüben; † 11. März 1813) war ein preußischer Generalleutnant und Ritter des Roten Adlerordens.

## Leben
Seine Eltern waren der spätere Generalleutnant Johann Friedrich von Katte (1699–1764) und dessen Ehefrau Henriette Katharina Truchsess von Waldburg (1714–1791).
Katte erhielt seine Ausbildung zunächst im Kloster Bergen. 1755 kam er zu Universität Halle. Als Friedrich II. in jenem Jahr seinen Vater überreden wollte, ihn zum Militär zu schicken, war er wegen der schwachen Konstitution seines Sohnes dagegen. Vermutlich als Kompromiss kam er als Kornett in das Regiment seines Vaters, blieb aber für ein weiteres Jahr in Halle.
Mit Beginn des Siebenjährigen Krieges ging er mit dem Regiment ins Feld. Katte kam zum Stab des Generals von Hülsen. Danach wurde er noch Ordonnanz und Adjutant von Seydlitz und Zieten. Im Jahr 1767 wurde er Stabsrittmeister. Bei der Magdeburger Revue im Jahr 1776 wurde er öffentlich vom König belobigt und außer der Reihe zum Major befördert. Im Bayerischen Erbfolgekrieg war er bei der Armee Prinz Heinrich. 1784 wurde er Oberstleutnant und 1787 Oberst. Er wurde 1789 in seinem Regiment zum Kommandanten ernannt. Am 26. Mai 1792 wurde er Generalmajor und Chef des Dragoner-Regiments Nr. 4. Während des Ersten Koalitionskrieges wurde er in der Schlacht bei Pirmasens 1793 verwundet und sein Pferd erschossen. Im Gefecht von Weißenburg (25. Dezember 1793) und in der Schlacht bei Kaiserslautern konnte er mit seinem Regiment mehrere feindliche Kanonen erobern.
1798 erfolgte seine Ernennung zum Generalleutnant. Nach dem verlorenen Krieg von 1806 erhielt er kein Kommando mehr.
Er war seit 1778 mit Gräfin Eleonore Johanne Elisabeth von der Schulenburg (* 1. März 1750) verheiratet.